# Joseph Dammann
Joseph „Joe“ Dammann (* 11. März 1977 in Los Angeles, Kalifornien) ist ein US-amerikanischer Schauspieler. Bekannt wurde er vor allem durch seine Hauptrolle des Nicholas Martin in McGee and Me!

## Leben
Seinen ersten Auftritt hatte Joseph „Joe“ Dammann im Jahre 1987 in einer Episode Frank Lupos kurzlebiger Fernsehserie Der Werwolf kehrt zurück. Ein Jahr darauf spielte er in der ersten Episode der dritten Staffel von Eine schrecklich nette Familie einen Jungen in der Bibliothek. Nach einem weiteren Kurzauftritt in der Seifenoper Wunderbare Jahre im Jahre 1989 schaffte er es noch im gleichen Jahr in den Cast der christlichen teils animierten Fernsehserie McGee and Me!, wo er die Hauptrolle des Nicholas Martin übernahm. Durch diese Rolle stieg seine Bekanntheit vor allem in seinem Heimatland.  Seine rund drei Jahre ältere Schwester Sarah spielte ebenfalls eine Hauptrolle in McGee and Me! Obgleich Joe Dammann durch diese Serie, in der er in allen produzierten Folgen zum Einsatz kam, überregionale Bekanntheit genoss, schaffte er es danach nicht mehr an seine Erfolge anzuschließen. Bei der Verleihung der Young Artist Awards 1993 wurde Dammann für einen Young Artist Award in der Kategorie „Outstanding Performers in a Childrens Program“ nominiert, konnte sich allerdings nicht gegen Elisabeth Harnois durchsetzen, die den Preis für ihre Arbeit an Adventures in Wonderland entgegennahm. Während der Produktion von McGee and Me! konnte Dammann 1990 nur noch einen Auftritt in William Bickleys und Michael Warrens kurzlebiger Sitcom Wo brennt’s, Daddy? verzeichnen; danach wurde es weitgehend ruhig um den Kinderdarsteller. 1994 wurde er noch zusammen mit seiner Schwester sowie den weiteren Darstellern Chelsea Hertford, Whit Hertford und Shaylisa Hurte für einen YAA in der Kategorie „Outstanding Youth Mini-Video Series“ nominiert.
Nach seiner Zeit als Schauspieler besuchte er ab 1995 die University of North Carolina School of the Arts (kurz UNCSA), die er im Jahre 1999 mit einem Bachelor of Fine Arts im Bereich „Filmmaking“ erfolgreich abschloss. Davor besuchte er bereits von 1992 bis 1995 die Los Angeles County High School for the Arts (kurz LACHSA). Nach seinem Universitätsabschluss kam er noch zu vereinzelten kleinen Engagements, dabei vor allem im Werbebereich. So war Joe Dammann, der in Los Angeles geboren wurde und aufwuchs, in einem Bierwerbespot für die Miller Brewing Company aktiv, der unter anderem während der Play-offs der NFL ausgestrahlt wurde. Außerdem soll er in einem landesweit ausgestrahlten Werbebeitrag mitgewirkt haben, der während eines Super Bowls ausgestrahlt wurde. Des Weiteren soll er an einem Pilotfilm mit dem Titel On Pico mitgewirkt haben, der für das Kabelfernsehen gedacht war, jedoch nie zu einer darauf anschließenden Serie kam. Auch hinter der Kamera war Dammann aktiv, so war er bei verschiedenen Reality-TV-Formaten, wie zum Beispiel der US-amerikanischen Originalversion von Der Bachelor in der Postproduktion im Einsatz. In der evangelischen Radioserie Adventures in Odyssey übernahm er die Rolle des Eric Myers, eine kleine unbedeutende Rolle. Davor spielte er 2005 neben Aimee Graham, der jüngeren Schwester von Heather Graham, und Alastair Surprise in Fellowship of the Dice, einem Film von Matthew Ross, mit.
Heute (Stand: November 2013) lebt Dammann in Santa Barbara und ist seit März 2013 Operative Manager bei Santa Barbara Hot Rod Limo. Kurz nach seinem Studium war der ehemalige Jungschauspieler von Oktober 1999 bis August 2000 im Cateringbereich des italienischen Spezialitätenrestaurants Maria’s Italian Kitchen in Encino, Kalifornien tätig. Danach war er, wie bereits zuvor erwähnt, von 2001 bis 2009 im Postproduktionsbereich tätig, dabei unter anderem als Head Logger, Transcriber oder Assistant Story Editor in Produktionen wie der Originalfassung von Der Bachelor, Project Runway, Trading Spaces oder It’s Me or the Dog mit Victoria Stilwell. Daneben war er kurzzeitig von Januar bis September 2002 als Verkäufer im Einzelhandelsbereich tätig und dabei beim Konzern Urban Outfitters in deren Filiale auf der 3rd Street Promenade in Santa Monica angestellt. Nach seiner Tätigkeit im Fernsehbereich war Joe Dammann schließlich von Januar bis Oktober 2009 als Optometriker aktiv. Im Mai 2011 führte ihn seine Reise auf die Amerikanischen Jungferninseln, wo er auf Saint Thomas, einer der drei Hauptinseln, als Activities Coordinator im Bolongo Bay Beach Resort im Einsatz war. Dort war er bis November 2011 vor allem für die Wassersportaktivitäten und die Sicherheit der Hotelgäste zuständig. Im März 2013 kam er zur Firma Santa Barbara Hot Rod Limo, wo er seitdem vor allem als Chauffeur arbeitet und Touristen mit einer 1927er Ford Modell T-Hod-Rod-Limousine durch Santa Barbara und Montecito fährt.

## Filmografie
Filmauftritte (auch Kurzauftritte)
- 2005: Fellowship of the Dice

Serienauftritte (auch Gast- und Kurzauftritte)
- 1987: Der Werwolf kehrt zurück (Werewolf) (1 Episode)
- 1988: Eine schrecklich nette Familie (Married with Children) (1 Episode)
- 1989: Wunderbare Jahre (The Wonder Years) (1 Episode)
- 1989–1995: McGee and Me! (alle Episoden)
- 1990: Wo brennt’s, Daddy? (The Family Man) (1 Episode)

## Nominierungen
- 1993: Young Artist Award in der Kategorie „Outstanding Performers in a Childrens Program“ für sein Engagement in McGee and Me![1]
- 1994: Young Artist Award in der Kategorie „Outstanding Youth Mini-Video Series“ für sein Engagement in McGee and Me! zusammen mit Sarah Dammann, Chelsea Hertford, Whit Hertford und Shaylisa Hurte[2]